# McLaren MP4-26
El McLaren MP4-26 es un monoplaza de Fórmula 1 construido por la escudería McLaren para competir en la temporada 2011 de Fórmula 1. Fue pilotado por Lewis Hamilton y Jenson Button.

## Presentación
El coche fue presentado el 4 de febrero de 2011 en la Potsdamer Platz de Berlín, Alemania, después de una breve sesión de entrenamientos en el Circuito Ricardo Tormo.

## Resultados
(Clave) (negrita indica pole position) (cursiva indica vuelta rápida)
| Año  | Motor                   | Neu. | N.º | Pilotos        | 1   | 2   | 3   | 4   | 5   | 6   | 7   | 8   | 9   | 10  | 11  | 12  | 13  | 14  | 15  | 16  | 17  | 18  | 19  | Puntos | Pos. |
| ---- | ----------------------- | ---- | --- | -------------- | --- | --- | --- | --- | --- | --- | --- | --- | --- | --- | --- | --- | --- | --- | --- | --- | --- | --- | --- | ------ | ---- |
| 2011 | Mercedes FO 108Y 2.4 V8 | P    |     |                | AUS | MYS | CHN | TUR | ESP | MON | CAN | EUR | GBR | GER | HUN | BEL | ITA | SIN | JPN | RCO | IND | ABU | BRA | 497    | 2º   |
| 2011 | Mercedes FO 108Y 2.4 V8 | P    | 3   | Lewis Hamilton | 2   | 8   | 1   | 4   | 2   | 6   | Ret | 4   | 4   | 1   | 4   | Ret | 4   | 5   | 5   | 2   | 7   | 1   | Ret | 497    | 2º   |
| 2011 | Mercedes FO 108Y 2.4 V8 | P    | 4   | Jenson Button  | 6   | 2   | 4   | 6   | 3   | 3   | 1   | 6   | Ret | Ret | 1   | 3   | 2   | 2   | 1   | 4   | 2   | 3   | 3   | 497    | 2º   |